# Scione equatoriensis
Scione equatoriensis är en tvåvingeart som beskrevs av Surcouf 1919. Scione equatoriensis ingår i släktet Scione och familjen bromsar.
Artens utbredningsområde är Ecuador. Inga underarter finns listade i Catalogue of Life.